# Opus pelasgicum
Опус пелазгикум (на латински: Opus pelasgicum), е строителна техника, известна в архитектурата на древна Елада от предгръцкия период.
Характеризира се със зидани конструкции от големи каменни блокове в неправилни геометрични форми с дялани лица. Каменните редове са неправилни, а получените кухини се запълват с малки по размер дялани каменни отломъци.
Техниката е описана около I век пр. Хр. в труда De Architectura на римския архитект и теоретик на архитектурата Марк Витрувий Полион.